# Giuseppe Pisanu

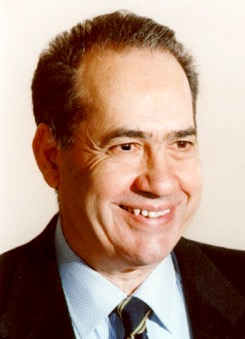
Giuseppe Pisanu

Giuseppe „Beppe“ Pisanu (* 2. Januar 1937 in Ittiri, Provinz Sassari) ist ein italienischer Wirtschaftsmanager, Politiker der Democrazia Cristiana (DC), Forza Italia sowie der Popolo della Libertà (PdL).

## Leben
Nach dem Schulbesuch studierte er Agrarwissenschaft und wurde nach dem Abschluss (Laurea) Manager öffentlicher Wirtschaftsbetriebe.
Seine politische Laufbahn begann, als er als Kandidat der DC am 25. Mai 1972 zum Mitglied in die Camera dei deputati (Abgeordnetenkammer) gewählt wurde und in dieser bis 27. April 2006 den Wahlkreis Cagliari bzw. den XXVI. Wahlkreis Sardiniens vertrat.
Im Oktober 1980 wurde er Unterstaatssekretär im Schatzministerium im Kabinett von Ministerpräsident Arnaldo Forlani und behielt dieses Amt auch in den nachfolgenden zwei Kabinetten von Giovanni Spadolini sowie im fünften Kabinett von Amintore Fanfani bis Januar 1983. Im zweiten Kabinett von Ministerpräsident Bettino Craxi wurde er im August 1986 Unterstaatssekretär im Verteidigungsministerium und übte diese Funktion auch im darauffolgenden sechsten Kabinett Fanfani sowie den ersten Kabinetten von Giovanni Goria und Ciriaco De Mita bis Juli 1989 aus.
Nach der Auflösung der DC wurde er Mitglied der Forza Italia und war von Mai 1996 bis Juni 2001 Vorsitzender von deren Fraktion in der Abgeordnetenkammer.
Am 11. Juni 2001 erfolgte seine Berufung durch Ministerpräsident Silvio Berlusconi zum Minister ohne Geschäftsbereich mit der Verantwortung für die Umsetzung des Regierungsprogramms. Nach einer Kabinettsumbildung wurde er am 3. Juli 2002 Innenminister und bekleidete diese Funktion in der zweiten und dritten Regierung Berlusconis bis zum 17. Mai 2006. In dieser Funktion hatte er zuletzt angesichts der Entwicklung und der Besorgnis über das antimuslimische Klima in Italien zum Dialog mit den Muslimen Italiens aufgerufen.
Pisanu, dem unter anderen der Konstantinorden verliehen wurde, wurde am 9. April 2006 als Vertreter der Forza Italia zum Mitglied in den Senato della Repubblica (Senat) gewählt und gehört diesem seitdem an. Zurzeit ist er dort Vertreter der Nachfolgerin der Forza Italia, der Popolo della Libertà (PdL), und seit November 2008 Präsident der Parlamentarischen Untersuchungskommission über die Mafia und andere, einschließlich ausländische kriminelle Organisationen.